# Matild artois-i grófnő
Artois-i Matild, (Mathilde d’Artois vagy Mahaut d’Artois), (Franciaország, 1269 vagy 1270 – Párizs, 1329. november 27.) a középkori Artois-i grófság uralkodója 1302 és 1329 között, a Capeting-ház egyik leszármazottja, házassága révén burgundi grófné, leányainak házassága révén V. Fülöp és IV. Károly francia királyok anyósa.

## Élete

Artois címere

Apja a Capeting-házból származó II. Róbert, Artois grófja, anyja Amicie de Courtenay. 1291-ben feleségül ment az Ivreai-házból származó IV. Ottó burgundi palotagrófhoz. Apja 1302-ben életét vesztette a flamand felkelők ellen vívott kortrijki csata során és mint legközelebbi életben lévő rokona, Matilda örökölte a grófi címet. 1303-ban férje is meghalt abban a csatában szerzett sebesülései miatt. A burgundi grófi címet fiuk, Róbert örökölte anyja régenssége alatt.
Öröklését azonban vitatta bátyjának, Artois Fülöpnek (1269–1298) fia, Róbert. 1309-ben azonban IV. Fülöp francia király a javára döntötte el az öröklési vitát. 1311-ben megkapta Béthune grófságot. 1314-ben Artois nemessége felkelést indított ellene, unokaöccse felbujtására és részvételével. Ezt követően megvádolták, de 1319-ben felmentették minden vád alól.
1328-as végrendeletében Artois-t lányára, Johannára hagyta, aki akkor már V. Fülöp francia király felesége volt.
Mahaut d’Artois Maurice Druon híres történelmi regényciklusának, Az elátkozott királyoknak egyik meghatározó szereplője.

## Halála
1329. november 23-án Matilda egy vacsorán vett részt Poissy-ban VI. Fülöp francia király társaságában. Az éjszakát a Maubuisson királyi apátságban töltötték, majd másnap Matilda Párizsba utazott. 25-én éjszaka rosszul lett, orvosa belső vérzést állapított meg, a felírt gyógyszerek mind hatástalanok voltak. November 27-én, 61 évesen halt meg. November 30-án testét a maubuissoni apátságban temették el, míg szívét Párizsban, a ferences testvérek templomában, fiával együtt temették el.

## Családja és leszármazottai
1291. június 9-én ment feleségül IV. Ottó burgundi palotagrófhoz, akinek második felesége volt. Három gyermekük született:
- Johanna (1291–1330), aki apja halála után 1303-ban örökölte a burgundi palotagrófságot. 1307-ben feleségül ment Fülöp francia királyi herceghez, IV. Fülöp francia király és I. Johanna navarrai királynő fiához, akit 1310-ben elismertek burgundi palotagrófnak (felesége jogán). Fülöp 1311-ben megkapta Poitiers grófságot, majd 1316-ban, apja halála után a királyság régense lett, majd unokaöccse halála után még abban az évben V. Fülöp néven megkoronázták. 1314-ben Johannát hűtlenséggel vádolta és Dourdan kastélyába záratta, de később elismerte ártatlanságát és visszafogadta.
- Blanka (1296–1326), aki 1308-ban feleségül ment IV. Fülöp másik fiához, Károlyhoz (1294–1328). 1319-ben férje őt is hűtlenséggel vádolta, és a Château-Gaillard kastélyban tartotta fogságban 1319–1321 között. Később kiszabadult, de vérrokonságra hivatkozva férje kitagadta, elvált tőle és ekkor Blanka a maubissoni apátságba vonult vissza.
- Róbert (1300–1315)

## Fordítás
- Ez a szócikk részben vagy egészben  a   Mahaut, Countess of Artois című angol Wikipédia-szócikk fordításán alapul.  Az eredeti cikk szerkesztőit annak laptörténete sorolja fel. Ez a jelzés csupán a megfogalmazás eredetét és a szerzői jogokat jelzi, nem szolgál a cikkben szereplő információk forrásmegjelöléseként.